# 羅津区域
羅津区域（ラジンくいき）は、朝鮮民主主義人民共和国羅先特別市南西部に位置する区域である。かつては羅津市と呼ばれていた地域である。

## 行政区画
14洞2里を管轄している。
- 寛谷洞（관곡동、クァンゴクトン）
- 南山洞（남산동、ナムサンドン）
- 東明洞（동명동、トンミョンドン）
- 新安洞（신안동、シナンドン）
- 新海洞（신해동、シネドン）
- 新興洞（신흥동、シヌンドン）
- 安住洞（안주동、アンジュドン）
- 安和洞（안화동、アナドン）
- 駅前洞（역전동、ヨクチョンドン）
- 踰峴洞（유현동、ユヒョンドン）
- 地境洞（지경동、チギョンドン）
- 倉坪洞（창평동、チャンピョンドン）
- 清渓洞（청계동、チョンゲドン）
- 解放洞（해방동、ヘバンドン）
- 武倉里（무창리、ムチャンニ）
- 厚倉里（후창리、フチャンニ）

## 歴史

### 年表
この節の出典
- 1993年9月 - 咸鏡北道羅津市踰峴洞・安住洞・新海洞・寛谷洞・倉坪洞・駅前洞・南山洞・新安洞・地境洞・東明洞・安和洞・新興洞・清渓洞・厚倉里の全域をもって、羅津-先鋒市羅津区域を置く。(13洞1里)
- 1995年3月 - 清津市青岩区域の一部(武倉里)を編入。(13洞2里)
- 2000年8月 - 羅先直轄市の発足に伴い、羅津区域が廃止。
  - 踰峴洞・安住洞・新海洞・寛谷洞・倉坪洞・駅前洞・南山洞・新安洞・地境洞・東明洞・安和洞・新興洞・清渓洞・厚倉里・武倉里が羅先直轄市の直接管轄となる。
- 2015年 - 羅津地区として再分離。
- 2020年11月 - 羅津区域に改称。

## 交通

### 鉄道
- 平羅線（平壌 - 羅津）
  - 厚倉駅 - 明湖駅 - 羅津駅
- 咸北線（青岩 - 羅津）
  - 寛谷駅 - 雄羅駅 - 羅津駅
- 羅津港線（羅津 - 羅津港）
  - 羅津駅 - 羅津港駅